# Fundação Pró-Esporte de Santos
A Fundação Pró-Esporte de Santos (FUPES) é um órgão da Prefeitura Municipa de Santos, que gerencia auxílio financeiro para atletas de alto rendimento que atuam em competições oficiais pela cidade, bem como oferece tratamentos médicos, odontológicos, nutriocionais e fisioterápicos para atletas e comissão técnica. A FUPES ainda conta com eficiente estutura de transportes própria e parceria com universidades da Baixada Santista como Universidade Santa Cecília (UNISANTA), e a Universidade Federal de São Paulo (UNIFESP).